# Paul Herman Buck
Paul Herman Buck (Columbus, 25 de agosto de 1899-Cambridge, 23 de diciembre de 1978) fue un historiador estadounidense. Ganó el Premio Pulitzer de Historia en 1938 y se convirtió en el primer rector de la Universidad de Harvard en 1945.

## Biografía
Nacido en Ohio; recibió una licenciatura (1921) y una maestría (1922) de la Universidad Estatal de Ohio. Mientras estudiaba, Buck fue iniciado en la fraternidad Kappa Sigma. En 1922 publicó su primer libro Evolución del Sistema de Parques Nacionales. Acudió a la Universidad de Harvard para realizar sus estudios de posgrado y obtuvo una maestría en 1924. Después de estudiar durante un año en Gran Bretaña y Francia con una beca de viaje de Sheldon, se unió a Harvard como profesor de historia en 1926. Recibió un doctorado de Harvard en 1935, y en 1936 se convirtió en profesor asistente de historia estadounidense en Harvard. Fue nombrado Decano Asociado de la Facultad en 1938, Profesor Asociado en 1939 y Decano de la Facultad en 1942 en Harvard. El 15 de octubre de 1945, se convirtió en el primer rector de Harvard (hasta 1953). En 1955 se convirtió en profesor de Historia Francis Lee Higginson, seguido en 1958 de profesor Carl H. Pforzheimer. En 1955-64 se convirtió en director de la biblioteca de la universidad. Falleció en 1978.

### Premio Pulitzer
Mientras era profesor de historia en Harvard, participó en una extensa investigación en la biblioteca de la universidad y otras bibliotecas en el este y sureste de Estados Unidos, lo que resultó en su estudio de la era de laReconstrucción en el sur de Estados Unidos. Ganó el Premio Pulitzer de Historia en 1938 por The Road to Reunion, 1865-1900 (1937), sobre la historia de la política y el gobierno durante esta época.
También publicó El papel de la educación en la historia estadounidense en 1957 y Bibliotecas y universidades: direcciones e informes en 1964.